# Paula Arcos Poveda
Paula Arcos Poveda (geboren am 21. Dezember 2001 in Petrer) ist eine spanische Handballspielerin. Sie wird auf den Positionen rechter Rückraum und Rechtsaußen eingesetzt.

## Vereinskarriere
Die 1,66 Meter große Spielerin, die als rechte Rückraumspielerin und auf Rechtsaußen eingesetzt wird, spielte ab 2013 bei BM Atlético Guardés. Mit dem Verein gewann sie 2017 die spanische Meisterschaft. In der Spielzeit 2021/2022 wurde sie zur wertvollsten Spielerin der Liga gewählt. In der Spielzeit 2022/2023 spielte sie beim spanischen Meister Balonmano Bera Bera.
Zur Saison 2023/2024 wechselte sie mit einem Zweijahresvertrag zu Vipers Kristiansand nach Norwegen.
Nach dem Insolvenzantrag der Vipers im Januar 2025 schloss sie sich dem rumänischen Erstligisten CS Gloria 2018 Bistrița-Năsăud an, bei dem sie einen Vertrag bis 2027 erhielt.
Paula Arcos spielte auch in europäischen Vereinswettbewerben, so in der EHF Champions League, in der EHF European League und im EHF European Cup.

## Auswahlmannschaften
Im Jahr 2018 stand sie bei elf Spielen der Jugendauswahl auf dem Platz und warf dabei 26 Tore. Im Jahr 2019 spielte sie für die Juniorinnen ebenfalls in elf Partien und erzielte 46 Tore.
Ihren ersten Einsatz für die spanische Nationalmannschaft bestritt sie am 15. April 2021. Sie spielte bei Olympia 2021 in Tokio, bei der Weltmeisterschaft 2021, der Europameisterschaft 2022 und der Weltmeisterschaft 2023. Sie stand auch für das olympische Handballturnier 2024 im spanischen Aufgebot. Mit der Auswahl nahm sie an der Europameisterschaft 2024 teil.

## Erfolge
- spanische Meisterschaft 2017 mit BM Atlético Guardés
- norwegische Meisterschaft 2024 mit den Vipers Kristiansand
- wertvollste Spielerin der Saison 2021/2022